# 裏春日

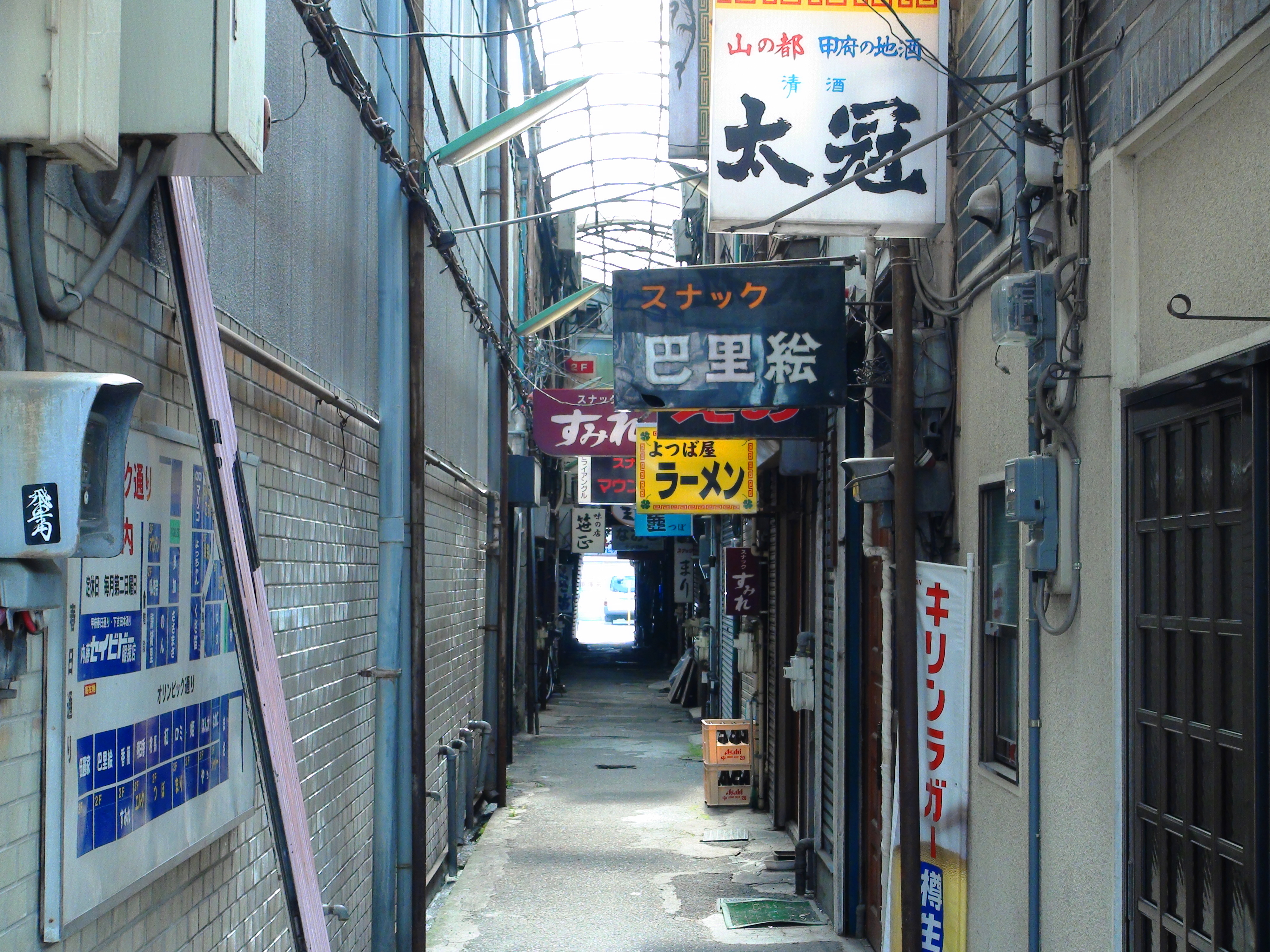
裏春日の一角。撮影時（土曜日の午前9時頃）では各店舗は閉まっているが、夕方から夜になると各店舗が一斉に開き、一帯の様子は一変する。

裏春日（うらかすが）とは、山梨県甲府市中央の甲府中央商店街内にある歓楽街および風俗街の通称である。

## 概要
甲府中央商店街のうち、主に「春日あべにゅう」「弁天通り」「春桜会通り」「ベルメ桜町通り」「コリドー通り」といった大きな店舗やアーケードがなく裏路地の多い小規模店舗一帯を指す。昼間は寿司屋や日本料理店など主に古くからの料理屋が開いている程度であるが、夜になると居酒屋をはじめスナックバーやキャバクラといった呑み店が開店し、昼と夜とで街の雰囲気は一変する。裏春日の飲食街ではサラリーマンや出張客向けの店だけでなく有志が金を出し合って開く無尽会の場とも知られ、店には「無尽会承ります」などの看板が掲げられている。
また、「春桜会通り」とその一帯はピンクサロンやセクシーパブ、さらにはソープランドといった風俗店が軒を連ね、山梨県だけでなく条例が厳しい長野県を含めた甲信地方屈指の風俗街となっている。戦後は売春防止法執行まで「赤線」地帯であった穴切遊廓に対し、甲府空襲後まもなく復興し歓楽街と風俗街が入り混じっていることから「青線」地帯だったのではないかという指摘もある。裏春日の風俗店は風俗営業法の特例を受けているが、2010年頃から暴力団同士の抗争激化により立ち入り指導が頻繁化しているほか、表に面した個所には監視カメラも設置されている。

## アクセス
呑み街の入口は甲府駅より徒歩10分程度の場所にあるが、風俗街となる地域は徒歩15分から20分程度とやや遠いため、甲府駅から山梨交通のバス（バスターミナル8番乗り場から出ている75、76、77、78系統）に乗り、商工会議所バス停で下車。これらの系統は甲府駅以外にも酒折駅、石和温泉駅、竜王駅を通っている路線があり、石和温泉や信玄の湯 湯村温泉といった温泉街から直接行くことも可能である。